# کریم بن یمینه
کریم بن یمینه (انگلیسی: Karim Benyamina؛ زادهٔ ۱۸ دسامبر ۱۹۸۱) بازیکن فوتبال اهل الجزایر بود.
از باشگاه‌هایی که در آن بازی کرده‌است می‌توان به باشگاه فوتبال کارلسروهه، باشگاه فوتبال اف‌اس‌وی فرانکفورت، و باشگاه فوتبال یونیون برلین اشاره کرد.
وی همچنین در تیم ملی فوتبال الجزایر بازی کرده‌است.